# Волењо (Лука)
Волењо је насеље у Италији у округу Лука, региону Тоскана.
Према процени из 2011. у насељу је живело 56 становника. Насеље се налази на надморској висини од 432 м.